# Canadian Tire Motorsport Park
Canadian Tire Motorsport Park, voorheen bekend als Mosport Park, is een racecircuit in Canada.
Het ligt op een beboste berg op de noordoever van het Ontariomeer, net ten noorden van Bowmanville en 75 km ten oostnoordoosten van Toronto. Er werd een Grand Prix Formule 1 gehouden van 1967 tot 1977. Het bijna 4 kilometer lange circuit met zijn snelle bochten wordt als te gevaarlijk beschouwd voor de moderne Formule-1.
Manfred Winkelhock verongelukte op het circuit tijdens een sportwagenrace, John Surtees kreeg een ernstig ongeluk bij een Can Am-race en Ian Ashley bij een grandprix-training.